# Her Battle for Existence
Her Battle for Existence er en amerikansk stumfilm fra 1910.